# Planaeschna haui
Planaeschna haui là loài chuồn chuồn trong họ Aeshnidae. Loài này được Wilson & Xu mô tả khoa học đầu tiên năm 2008.